# Flughafen Tabora

i7
i11
i13
Der Flughafen Tabora (IATA-Code: TBO, ICAO-Code: HTTB) ist ein Flughafen in der Region Tabora in Tansania.

## Lage
Der Flughafen liegt rund 5 Kilometer südlich von Tabora und ist über eine Regionalstraße mit dem Stadtzentrum verbunden.

## Geschichte
In den Jahren 2015 bis 2017 wurde die bis dahin geschotterte Landebahn 08/26 asphaltiert.

## Kenndaten
Der Flughafen liegt 1179 Meter über dem Meeresniveau in der Zeitzone UTC+3. Es gibt zwei Lande- und Startbahnen. Die längere Piste liegt in der Richtung 13/31, ist asphaltiert mit einer Länge von 1968 und einer Breite von 46 Metern. Die zweite Piste kreuzt diese und ist 1555 Meter lang und 30 Meter breit.

## Fluggesellschaften und Ziele
Die Fluggesellschaften Air Tanzania und Precision Air bieten Flüge nach Daressalam und Dodoma an (Stand 2022).

## Statistik
In den Jahren 1999 bis 2013 entwickelte sich der Flughafen Tabora folgendermaßen:
| Jahr | Flugbewegungen |
| ---- | -------------- |
| 1999 | 914            |
| 2000 | 1392           |
| 2001 | 1156           |
| 2002 | 1410           |
| 2003 | 2628           |
| 2004 | 2328           |
| 2005 | 2600           |
| 2006 | 2360           |
| 2007 | 2818           |
| 2008 | 2578           |
| 2009 | 2450           |
| 2010 | 2437           |
| 2011 | 2148           |
| 2012 | 2019           |
| 2013 | 1733           |

## Zwischenfälle
Im Zusammenhang mit dem Flughafens Tabora wurden folgende Zwischenfälle gemeldet:
- 28. September 1952: Eine Militärmaschine der Royal Air Force vom Typ Vickers Valetta verlor bei der Landung in Tabora das linke Hauptrad. Das Fahrwerk brach und die Maschine drehte sich um 100 Grad, bevor sie zum Stillstand kam. Alle Insassen überlebten den Unfall, das Flugzeug wurde irreparabel zerstört.[8]
- 9. April 2012: Auf dem Flug von Kigoma nach Tabora kam eine De Havilland DHC-8 der Air Tanzania beim Start in Kigoma über die Startbahn hinaus. Das rechte Fahrwerk geriet in ein Schlammloch, der rechte Flügel brach ab. Alle 35 Passagiere und die 4 Besatzungsmitglieder überlebten den Unfall. Das Flugzeug wurde irreparabel beschädigt.[9]